# Назарова, Каринэ Константиновна
Каринэ Константиновна Назарова (род. 18 июля 1949 года, Баку, АзССР, СССР) — советская и российская художница, член-корреспондент Российской академии художеств (2011).
В 1973 году — окончила Московский полиграфический институт по специальности «Художественно-техническое оформление печатной продукции».
С 1977 года — член Союза художников СССР.
В 2011 году — избрана членом-корреспондентом Российской академии художеств от Отделения живописи.
Работает в жанрах тематической картины, портрета, натюрморта, участник выставок в России и за рубежом, произведения представлены в различных музеях России, Грузии, Болгарии, Польши, Украины и в частных коллекциях Москвы, США, Бельгии, Англии, Ирландии.